# Confissões
Confissões é o título de um livro autobiográfico escrito por Agostinho de Hipona, no qual relata a sua vida antes de se tornar cristão e sua conversão ao catolicismo.  Comentando sua própria obra, Agostinho diz que a palavra confissões, mais que confessar pecados, significa adorar a Deus. É, portanto, um hino de louvor.
Confissões é geralmente considerado um dos textos mais importantes de Agostinho. É amplamente visto como a primeira autobiografia ocidental e tornou-se modelo influente para os escritores cristãos em toda a Idade Média. O professor Henry Chadwick escreveu que Confissões "sempre estará entre as grandes obras-primas da literatura ocidental" .

## Resumo
A obra não é uma autobiografia completa, visto que foi escrita no início dos anos 400, que Santo Agostinho não só viveu ainda muito tempo, como também produziu outra importante obra, Cidade de Deus (livro). No entanto, Confissões fornece um registro ininterrupto do desenvolvimento de seu pensamento, sendo o mais completo registro de uma única pessoa a partir dos séculos 4º e 5º. É um trabalho teológico significativo, apresentando meditações espirituais .
Agostinho descreve o quanto ele se arrepende de ter levado uma vida pecaminosa e imoral e revela arrependimentos por ter seguido a religião maniqueísta e por ter acreditado na astrologia. Ele narra o papel de Nebridius, que o ajuda a descobrir que a astrologia não era apenas incorreta, mas maligna, e exalta o papel de Santo Ambrósio em sua conversão ao cristianismo. Os primeiros nove livros são autobiográficos, enquanto os quatro últimos comentários são significativamente mais filosóficos. Agostinho mostra intensa tristeza por seus pecados sexuais e ensina a importância da moralidade sexual. Os livros das Confissões foram escritos como orações a Deus, assim, o título, baseado nos Salmos de Davi, começa assim: "Pois Tu nos fizeste para Ti e nossos corações estão inquietos até que repousem em Ti". O trabalho é considerado divisível em livros que simbolizam vários aspectos da Santíssima Trindade e da crença trinitária.

## Esboço
1. Sua infância até os 14 anos. Começando com sua infância, Santo Agostinho reflete sobre sua infância pessoal a fim de tirar conclusões universais sobre a natureza da infância: a criança é inerentemente violenta se deixada à própria sorte por causa do Pecado Original. Mais tarde, ele reflete sobre a escolha do prazer e da leitura secular sobre o estudo das Escrituras, escolhas que mais tarde ele entende como aquelas pelas quais ele merecia a punição de seus professores, embora ele não reconhecesse isso durante sua infância.
2. Agostinho continua a refletir sobre sua adolescência e relata dois exemplos de pecados graves cometidos aos dezesseis anos: o desenvolvimento da luxúria sem Deus e o roubo de peras do pomar do vizinho, apesar de nunca ter sofrido falta de comida. Neste livro, ele explora a questão do porque ele e seus amigos roubaram peras quando tinham peras muito melhores e seus sentimentos ao comê-las e ao jogar os restos para os porcos. Agostinho diz que nunca, provavelmente, ele teria roubado nada se não estivesse em companhia de outros que pudessem compartilhar seu pecado.
3. Ele começa o estudo da retórica em Cartago, onde desenvolve um amor pela sabedoria através de sua exposição ao Hortensius de Cícero. Ele culpa seu orgulho por não ter fé nas Escrituras, então ele encontra uma maneira de buscar a verdade em relação ao bem e ao mal através do maniqueísmo. No final deste livro, sua mãe, Santa Monica, sonha com a conversão de seu filho à doutrina católica.
4. Entre os 19 e os 28 anos, Agostinho vive um relacionamento com uma mulher não identificada que, embora fiel, não é sua legítima esposa, com quem tem um filho. Ao mesmo tempo que retorna a Tagaste, sua cidade natal, para ensinar, um amigo adoece, é batizado na Igreja Católica, recupera-se ligeiramente e morre. Essa morte deprime Agostinho, que então reflete sobre o significado do amor de um amigo em um sentido mortal versus o amor de amigo em Deus; Ele conclui que a morte de seu amigo afetou-o severamente por causa de sua falta de amor em Deus. Coisas que ele costumava amar se tornam odiosas para ele porque tudo o lembra do que foi perdido. Agostinho, em seguida, sugere que ele começou a amar sua vida de tristeza mais do que seu amigo caído.
5. Quando Santo Agostinho tem 29 anos, ele começa a perder a fé nos ensinamentos maniqueístas, processo que começa quando o bispo maniqueísta Fausto visita Cartago. Agostinho não mais se impressiona com a substância do maniqueísmo, mas ainda nada encontrou para substituí-lo. Ele sente um sentimento de aceitação resignada a essas fábulas, pois ainda não formou um núcleo espiritual para provar sua falsidade. Ele se move para ensinar em Roma, onde o sistema educacional é mais disciplinado, mas não fica em Roma muito tempo porque seu ensino é solicitado em Milão, onde ele encontra o bispo Ambrósio (Santo Ambrósio). Ele aprecia o estilo e atitude de Ambrósio. Ambrósio o expõe a uma perspectiva mais espiritual e figurativa de Deus, o que o leva a uma posição como catecúmeno da Igreja.
6. Os sermões de Santo Ambrósio aproximam Agostinho do catolicismo, que ele começa a favorecer sobre outras opções filosóficas. Nesta seção, seus problemas pessoais, incluindo a ambição, continuam, e nesse ponto ele compara um mendigo, cuja embriaguez é "felicidade temporal", com seu fracasso em descobrir a felicidade. Agostinho destaca a contribuição de seus amigos Alípio e Nebrídio em sua descoberta da verdade religiosa. Mônica retorna no final deste livro e organiza um casamento para Agostinho, que se separa de sua esposa anterior, encontra uma nova amante e considera-se um "escravo da luxúria".
7. Em sua missão de descobrir a verdade por trás do bem e do mal, Agostinho é exposto à visão neoplatônica de Deus. Ele acha defeitos nesse pensamento, no entanto, porque ele pensa que eles entendem a natureza de Deus sem aceitar a Cristo como um mediador entre os seres humanos e Deus. Ele reforça sua opinião sobre os neoplatônicos pela semelhança do topo de uma montanha: "Uma coisa é ver, de um topo de montanha arborizado, a terra da paz, e não encontrar o caminho para isso [...] é bastante Outra coisa é manter o caminho que conduz até lá, que é protegido pelos cuidados do comandante celestial, onde aqueles que abandonaram o exército celestial podem não cometer seus roubos, pois eles o evitam como punição”.A partir deste ponto, ele retoma as obras do apóstolo Paulo, que "o apreenderam com assombro".
8. Ele descreve ainda sua turbulência interna sobre se converter ao cristianismo. Dois de seus amigos, Simplicianus e Ponticianus, contam histórias de Agostinho sobre as conversões de  Santo Antão. Enquanto reflete em um jardim, Agostinho ouve a voz de uma criança cantando "pegue e leia". Agostinho pega uma Bíblia e lê a passagem a que se abre, Romanos 13: 13-14: "Não em folia e embriaguez, não em libertinagem e devassidão, não em contenda e ciúme; mas coloque no Senhor Jesus Cristo, e quanto à carne, não se importe com as suas concupiscências'' .Esta ação confirma sua conversão ao catolicismo. Seu amigo Alypius segue seu exemplo.
9. Em preparação para o seu batismo, Agostinho conclui seu ensino de retórica. Santo Ambrósio batiza Agostinho junto com Adeodato e Alípio. Após seu retorno à sua mãe na África, eles compartilham uma visão religiosa em Ostia. Logo depois, Santa Mônica morre além de seus amigos Nebridius e Vecundus. No final deste livro, Agostinho se lembra dessas mortes através da oração de sua recém-adotada fé: "Que eles possam lembrar com santidade os meus pais nesta luz transitória, e meus irmãos debaixo de Ti, ó Pai, em nossa Mãe Católica [a Igreja] , e meus concidadãos na eterna Jerusalém, pela qual a peregrinação do Teu povo suspira desde o começo até o retorno, desta forma, seu último pedido de mim será mais abundantemente concedido a ela nas orações de muitos através destas minhas confissões. do que através das minhas próprias orações".
10. Agostinho muda de memórias pessoais para avaliações introspectivas das próprias memórias e de si mesmo, enquanto continua a refletir sobre os valores das confissões, o significado da oração e os meios pelos quais os indivíduos podem alcançar Deus. É através deste último ponto e da sua reflexão sobre o corpo e a alma que ele chega a uma justificação para a existência de Cristo.
11. Agostinho analisa a natureza da criação e do tempo, bem como sua relação com Deus. Ele confia no Gênesis ao longo deste livro para apoiar seu pensamento.
12. Através de sua discussão sobre a criação, Agostinho relata a natureza do divino e do terreno como parte de uma análise completa tanto da retórica do Gênesis quanto da pluralidade de interpretações que alguém poderia usar para analisar Gênesis.
13. Ele conclui o texto explorando uma interpretação alegórica de Gênesis, através da qual ele descobre a Trindade e o significado da criação do homem por Deus. Com base em sua interpretação, ele defende o significado do descanso, bem como a divindade da Criação: "Pois, então, descansa em nós, da mesma forma que Tu trabalha em nós agora [...] Então, nós vemos essas coisas Que tu fizeste, porque eles existem, mas eles existem porque tu os vês, nós vemos, externamente, que eles existem, mas internamente, que eles são bons, Tu os viste feitos, no mesmo lugar onde tu os viste como ainda a ser feito".

### Traduções
- Christian Classics, trans. Albert C. Outler (Philadelphia: Westminster Press, 1955).
- New Advent, trans. J.G. Pilkington (Edinburgh: T. & T. Clark, 1886).
- Georgetown, trans. E.B. Pusey (Oxford : J.H. Parker; London: J.G. and F. Rivington, 1838).
- E.B. Pusey's 1838 Translation: Revised 'you' version (2012) by Cormac Burke .
- New City Press, trans. Maria Boulding, O.S.B.; ed. John E. Rotelle, O.S.A. (Hyde Park, NY: New City Press, 1997).
- Confessions: St Augustine; trans. Fr Benignus O'Rourke O.S.A, foreword by Martin Laird (London: DLT Books, 2013)
- Saint Augustine of Hippo. Confessions, translated by R.S. Pine–Coffin. Harmondsworth Middlesex, England: Penguin Books, 1961.
- Augustine. Confessions: A New Translation by Sarah Ruden. New York: Modern Library, 2017.